# Madonna col Bambino tra i santi Paolo e Francesco
La Madonna col Bambino tra i santi Paolo e Francesco è un dipinto a olio su legno di pioppo (49,5x87 cm) copiato da un originale perduto di Cima da Conegliano, databile 1508-1530 e conservato nella National Gallery di Londra.

## Descrizione
Questo dipinto raffigura a sinistra San Paolo con una spada e un libro, i suoi attributi tradizionali, sulla destra San Francesco con una croce di legno, che viene toccata dal Bambino Gesù in braccio alla Madonna.